# ティア (バンド)
ティア (Týr) は、デンマークの自治領、フェロー諸島出身のプログレッシブメタル・バンド。
バンド名は、北欧神話の軍神テュールから。

## 概要・背景

バンドのロゴ

1998年に結成された。曲の題材は北欧神話やフェロー諸島に残る言い伝えで、フォーク要素とプログレッシブ・メタル要素が強い。歌詞はフェロー語・英語で書かれている。
デビューアルバムはヘヴィメタルを扱うことのほとんどない、フェロー諸島のフォーク音楽のレーベルTutlから2002年にリリースされた。Tutlからは2枚目のアルバムまでをリリースした。2006年にオーストリアのナパーム・レコードと契約し、活動の幅が広がる。2013年より、アメリカ合衆国の大手ヘヴィメタルレーベル・メタル・ブレイド・レコーズと契約した。
2011年リリースの6枚目のアルバム『The Lay Of Thrym』日本盤が新興レーベルSWITCHBLADEからリリースされ、日本デビューを果たした。尚、2013年9月現在SWITCHBLADEレーベルはホームページの内容が閲覧不能であり、レーベル公式Twitterも2012年3月以降更新されていない。
2013年、怪我の悪化によりドラムスのカリが脱退し、9月にリリースした7枚目のアルバムである『Valkyrja』ではナイルのジョージ・コリアスがサポートメンバーとして全曲のレコーディングを担当した。
2016年にセッションメンバーを経て、タデウシュ・リエックマン (Ds)が加入。2018年に長らくギタリストとして在籍したテルイ・スキベナスが脱退し、リエックマンと同じハンガリー出身で元ネヴァーモアのギタリスト、アッティラ・ヴェレシュ　(G)が加入した。
2019年12月初来日をはたした。

## 補足
フェロー諸島に於ける捕鯨の伝統を妨害するシーシェパードや反捕鯨派に対して、冷静な対話を要求するといった記載がホームページ等に幾度か見受けられ、特にシーシェパードの団体長であるポール・ワトソンに対しては、その主張への反論と同団体の活動への批判をホームページ上に掲載している(文章の署名はヘリ・ヨエンセン名義である)。
なお、バンド名は日本盤のリリースがかなり遅かったため、由来となった神と同じ読みで「テュール」や「ティール」と表記されることも多い。フェロー語では「トイル」と発音される。

## メンバー

### 現メンバー

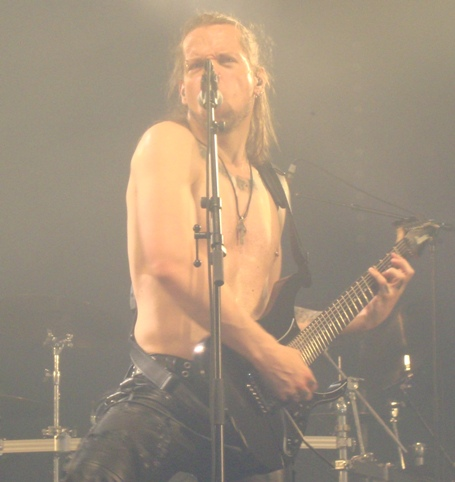
ヘリ・ヨエンセン(Vo/G) 2013年

- ヘリ・ヨエンセン　(Heri Joensen) – ボーカル/ギター (1998- )
- グンナル・H・トムセン　(Gunnar H. Thomsen) - ベース (1998- )
- タデウシュ・リエックマン (Tadeusz Rieckmann) - ドラムス (2016-)

ハンガリー出身。

### 旧メンバー

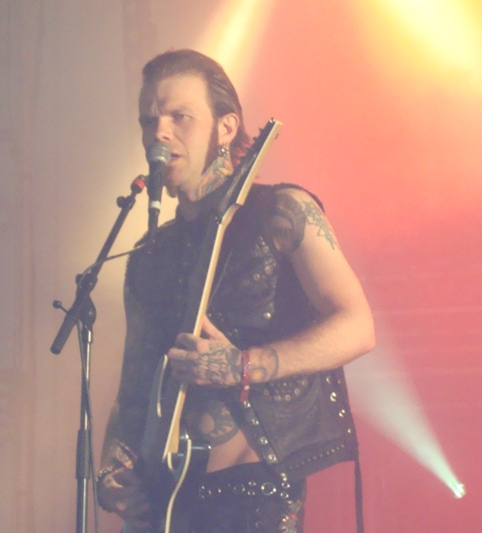
テルイ・スキベナス(G) 2013年

- ポル・アルニ・ホルム  (Pól Arni Holm) - ボーカル (1998-2002)
- アラン・ストロイモイ　(Allan Streymoy) - ボーカル (2002)
- ヨン・ヨエンセン　(Jón Joensen) - ギター (1998-2000)
- テルイ・スキベナス　(Terji Skibenæs) - ギター (2001-2004, 2004-2018)
- オット・P・アルナルソン　(Ottó P. Arnarson) - ギター (2004)
- カリ・ストレイモイ　(Kári Streymoy) - ドラムス (1998-2013)
- アッティラ・ヴェレシュ (Attila Vörös) - ギター (2018-2020)

ハンガリー出身。元ネヴァーモアなど。

### セッションメンバー
- ジョージ・コリアス (George Kollias) - ドラムス

7thアルバム『Valkyrja』に参加。
- アモン・デュルフース　(Amon Djurhuus) - ドラムス
- ヴァルッテリ・ヴァイリュネン (Waltteri Väyrynen) - ドラムス
- タデウシュ・リエックマン (Tadeusz Rieckmann) - ドラムス

後に正式メンバーとして加入した。

## ディスコグラフィ

### アルバム
- 2002 - How far to Asgaard
- 2003 - Eric the Red
- 2006 - Ragnarok
- 2008 - Land
- 2009 - By the Light of the Northern Star
- 2011 - ザ・レイ・オブ・スリム The Lay Of Thrym
- 2013 - Valkyrja
- 2019 - Hel

### シングル・ミニアルバム
- 2002 - Ólavur Riddararós

## 外部サイト
- 公式サイト
- METAL BLADEレーベル内ページ(英語)
- Facebookサイト
- Twitterサイト